# Misstress Barbara
Misstress Barbara, pseudonimo di Barbara Bonfiglio (Catania, 3 dicembre 1975), è una disc jockey e musicista italiana naturalizzata canadese.
Il nome d'arte Misstress è un volontario gioco di parole tra il termine mistress e stress.

## Biografia
Nata a Catania, in Sicilia, a dodici anni iniziò a suonare il tamburo. Passò poi alla batteria in un gruppo heavy metal, non mostrando invece grande apprezzamento per la musica house. Si interessò di musica elettronica dal 1994, lo stesso anno del suo baccalaureato in comunicazione (specialità cinema). Incominciò a suonare nei club delle città di Québec, Trois-Rivières e Toronto, dove lavorò, tra l'altro, in una videoteca e in un ristorante.
Proseguì nella sua carriera suonando in quasi tutto il mondo (in Europa, Asia, Nord e Sud America e Australia) fin dal 1996, quando tenne la sua prima serata da deejay. La bella Barbara ha già realizzato produzioni su alcune delle maggiori etichette techno del mondo (Tronic, Rotation, Strive et In-Tec) e alcuni suoi brani musicali sono stati selezionati per dei film. Buona parte delle sue influenze musicali sono la musica latina e il jazz.
Nel 1999 Barbara ha creato la sua propria etichetta, Relentless Music, che è divenuta poi Iturnem all'inizio del 2004. Misstress Barbara ha suonato insieme a grandi artisti come Carl Cox, Björk e molti altri.
Si è esibita in "club" e "raves" di tutto il mondo: Aria (Montréal, Canada), Rex (Parigi, Francia), Florida 135 (Fraga, Spagna), Velvet Underground (Londra, Regno Unito), Twilo (New York, Stati Uniti), per citarne solo alcuni. Uno dei momenti più importanti della sua carriera fu la sua esibizione al "Fashion Cares" a Toronto in favore delle vittime dell'AIDS. La musicista siciliana partecipò anche ad alcuni altri grandi eventi come I Love Techno (Belgio) e SONAR (Spagna).
Attualmente vive a Montréal dove la sua famiglia si trasferì quando lei aveva solo otto anni.